# Love Story (bài hát của Taylor Swift)
"Love Story" là một bài hát của nữ ca sĩ kiêm nhạc sĩ sáng tác bài hát người Mỹ Taylor Swift, được hãng đĩa Big Machine Records phát hành làm đĩa đơn mở đường cho album phòng thu thứ hai của cô, Fearless, vào ngày 15 tháng 9 năm 2008. Swift lấy cảm hứng từ một chàng trai không được lòng gia đình và bạn bè cô, và đã sáng tác nên  "Love Story" dựa trên vở bi kịch Romeo và Juliet của William Shakespeare. Nữ ca sĩ sản xuất bài hát này cùng với nhà sản xuất thu âm Nathan Chapman bằng các nhạc cụ acoustic như băng cầm, vĩ cầm, mandolin và guitar. "Love Story" là một bài hát thuộc thể loại pop đồng quê tiết tấu trung bình và có sự thay đổi hợp âm sau phần chuyển tiếp. Nội dung bài hát kể về một mối tình đầy trắc trở kết thúc bằng một lời cầu hôn, trái ngược với cái kết bi thảm của Shakespeare.
Tại thời điểm "Love Story" được phát hành, tuy giới chuyên môn âm nhạc tán dương phần âm nhạc nhưng họ chê bai ca từ lồng ghép văn học hời hợt và không gây ấn tượng về mặt nghệ thuật. Về sau, các nhà phê bình công nhận đây là một trong những đĩa đơn xuất sắc nhất của Swift. "Love Story" vươn lên dẫn đầu ở bảng xếp hạng Úc và Hiệp hội Công nghiệp ghi âm Úc (ARIA) được chứng nhận đĩa 14× Bạch kim. Ca khúc đạt top 5 ở các bảng xếp hạng tại Canada, Ireland, Nhật Bản, New Zealand và Anh Quốc. Tại Hoa Kỳ, "Love Story" đạt hạng 4 trên bảng xếp hạng Billboard Hot 100 và là bài hát đồng quê đầu tiên vươn lên dẫn đầu bảng xếp hạng Pop Songs. Hiệp hội Công nghiệp Ghi âm Hoa Kỳ (RIAA) chứng nhận cho bài hát này đĩa 8× Bạch kim. "Love Story" đã bán được 6 triệu bản ở Hoa Kỳ và 18 triệu bản trên toàn thế giới.
Trey Fanjoy phụ trách đạo diễn video âm nhạc của "Love Story", với nội dung kể về Swift và Justin Gaston là một cặp yêu nhau từ thời kỳ xưa cũ như Phục Hưng và Nhiếp chính ở Anh. MV đoạt giải Video âm nhạc của năm tại cả hai Giải thưởng Hiệp hội Âm nhạc Đồng quê và Giải thưởng Âm nhạc CMT năm 2009. Swift trình diễn "Love Story" nhiều lần ở các buổi biểu diễn trực tiếp và trong toàn bộ chuyến lưu diễn của nữ ca sĩ từ Fearless Tour (2009–2010) đến The Eras Tour (2023–2024). Sau vụ tranh chấp quyền sở hữu tác phẩm với hãng đĩa Big Machine vào năm 2019, Swift tiến hành thu âm lại bài hát này và tái phát hành đĩa đơn với tên gọi là "Love Story (Taylor's Version)" vào tháng 2 năm 2021. Phiên bản mới đứng đầu bảng xếp hạng Hot Country Songs, giúp Swift trở thành nghệ sĩ thứ hai sau Dolly Parton sở hữu ca khúc đứng đầu bảng xếp hạng đó ở cả phiên bản gốc và phiên bản tái thu âm.

## Bối cảnh và sáng tác

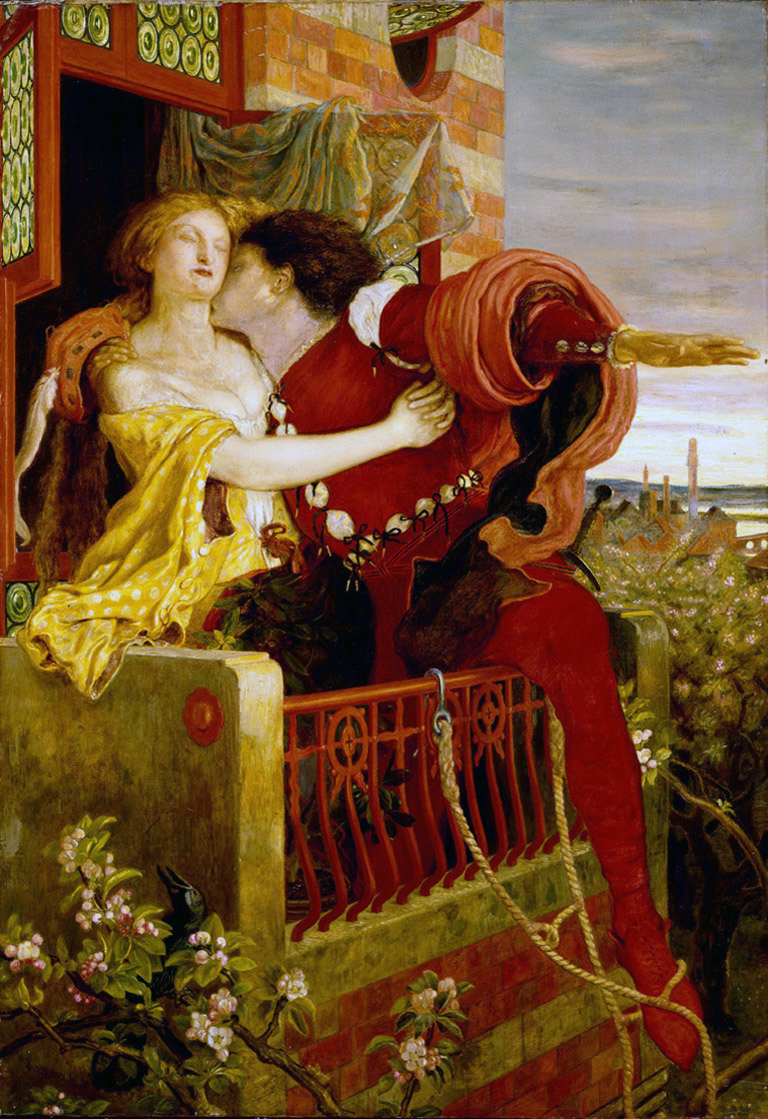
Swift tham khảo tác phẩm Romeo và Juliet của Shakespeare để sáng tác "Love Story". Cảnh ban công (hình) là ý tưởng cho dòng lời đầu tiên của bài hát.

Taylor Swift khởi nghiệp ca sĩ kiêm nhạc sĩ sáng tác bài hát nhạc đồng quê bằng cách thuyết phục bố mẹ dẫn cô đến Nashville, Tennessee vào năm 11 tuổi để tìm một bản hợp đồng từ các hãng thu âm. Năm 2006, cô phát hành album đầu tay Taylor Swift khi mới 16 tuổi. Album này dành ra nhiều tuần trụ hạng trên bảng xếp hạng Billboard 200 Hoa Kỳ hơn bất cứ album nào khác phát hành vào thập niên 2000. Đĩa đơn thứ ba trong album Taylor Swift, "Our Song", giúp Swift trở thành nghệ sĩ trẻ nhất sở hữu đĩa đơn tự sáng tác đạt vị trí quán quân Hot Country Songs. Sự thành công của Swift ở thể loại nhạc đồng quê là một điều hiếm có ở một nghệ sĩ nữ tuổi teen, trong khi thị trường thể loại nhạc này luôn luôn chịu sự thống trị từ các nhạc sĩ nam giới lớn tuổi.
Trong khoảng thời gian quảng bá album đầu tay vào năm 2007 và năm 2008, Swift bắt tay vào sáng tác album phòng thu thứ hai, Fearless. "Love Story" là bài hát được sáng tác muộn nhất trong quá trình thực hiện album này. Trả lời câu hỏi của người hâm mộ trên Time vào tháng 4 năm 2009, Swift tiết lộ rằng cô đã lấy cảm hứng sáng tác từ một chàng trai mà cô sắp sửa hẹn hò và "Love Story" là một trong những bài ca lãng mạn nhất mà cô từng sáng tác. Swift nhớ lại những phản ứng cô nhận được sau khi giới thiệu anh cho gia đình và bạn bè của cô: "[Họ] đều nói rằng họ không thích anh ấy. Tất cả bọn họ!" Sau sự việc đó, Swift liên tưởng đến câu chuyện trong vở kịch Romeo và Juliet của William Shakespeare vào thế kỷ 16 và diễn tả rằng đây là "hoàn cảnh mà những người duy nhất muốn họ ở bên nhau chính là họ". Đó cũng là lần đầu tiên cô thấu hiểu được nỗi đau mà hai nhân vật Romeo và Juliet chịu đựng. Swift nảy ra ý tưởng phát triển điệp khúc thứ hai và sau đó là toàn bộ bài hát khi ngẫm lại rằng, "[This love] is difficult, but it's real".
Romeo và Juliet của Shakespeare là vở kịch mà Swift đã đọc trong năm thứ nhất trung học. Cô từng xem phiên bản phim thập niên 1970 của vở kịch trong lớp và phản ứng tiêu cực trước cái kết bi kịch với bộ phim đó. Swift bảo rằng "anh chàng trong phim thực sự nóng bỏng. Vì vậy, [tôi và bạn tôi] đã nổi điên suốt thời gian đó [...] Romeo và Juliet luôn là cặp đôi tôi yêu thích nhất vì họ không quan tâm, và họ yêu nhau mặc cho bất cứ điều gì xảy ra với họ. Họ vẫn luôn là cặp đôi mà tôi yêu thích nhất, ngoại trừ cái kết." Mặc dù Swift chọn Romeo và Juliet làm cảm hứng sáng tác nhưng nữ ca sĩ cho rằng vở kịch này đáng lý ra đã là một "câu chuyện tình yêu xuất sắc nhất mà cô từng được nghe kể" nếu như Shakespeare không viết cái kết bi kịch là để hai nhân vật chết. Do đó, cô đã kết lại câu chuyện trong "Love Story" bằng một lời cầu hôn, mà cô cho rằng đây là một kết thúc có hậu mà chàng trai cô gái xứng đáng có được trong Romeo và Juliet.
Swift bỏ ra khoảng 20 phút để sáng tác "Love Story" dưới sàn nhà trong phòng ngủ của cô, do trong lòng tràn trề cảm hứng đến mức nữ ca sĩ không muốn để bản sáng tác dở dang. Ngoài ra, Swift còn tiết lộ rằng bài hát thể hiện quan điểm lạc quan của cô về tình yêu, bắt nguồn từ niềm đam mê đọc truyện cổ tích từ thời thơ ấu của cô. Quan điểm này trong "Love Story" giúp cân bằng với những bài hát mô tả mối quan hệ tình yêu bi quan của Fearless. Về sau, Swift phát biểu rằng "Love Story" là cảm xúc đầu tiên của cô khi cảm nhận "tình yêu rất chân thực". Nữ ca sĩ bảo rằng bài hát này là "những thứ tôi thấy trên phim [và] những thứ tôi đọc xen lẫn với một số thứ như mối tình thầm thương trộm nhớ đã xảy ra trong đời tôi".

## Sản xuất và phát hành
Sau khi sáng tác "Love Story" xong, Swift dành ra 15 phút đi thu âm demo thô cho bài hát. Tháng 3 năm 2008, nữ ca sĩ tiến hành thu âm phiên bản album cho bài hát cùng với nhà sản xuất Nathan Chapman tại Blackbird Studios bên Nashville. Ở phần giọng hát, Chapman thử qua nhiều loại micro khác nhau cho đến khi Swift bắt gặp bộ micro dạng hình trụ nhiều lưới Avantone CV-12 của nghệ sĩ nhạc đồng quê Ray Kennedy. Trước đó, Swift từng hợp tác với Kennedy trong Taylor Swift. Cảm thấy thích thú sau khi thử giọng xong, Swift quyết định dùng Avantone CV-12 để thu âm "Love Story" và những bài hát khác. Cô trực tiếp thu âm cùng ban nhạc đánh guitar acoustic, guitar bass và trống. Chapman thì biểu diễn nhạc cụ khác gồm có 9 guitar acoustic và sau đó overdub lên bản nhạc. Nam nhà sản xuất còn thực hiện thu âm giọng hát bè. Kỹ sư Chad Carlson thu âm "Love Story" bằng công cụ Pro Tools và Justin Niebank phối trộn âm thanh bằng bảng điều khiển Solid State Logic dòng 9080 K và bộ kiểm âm phòng thu Genelec 1032. Drew Bollman và Richard Edgeler hỗ trợ bổ sung ở công đoạn trộn nhạc. Cuối cùng, Hank Williams master âm thanh "Love Story" tại MasterMix Studios ở Nashville.
Phiên bản gốc của "Love Story" sử dụng những nhạc cụ đồng quê như băng cầm, vĩ cầm, và được hãng đĩa Big Machine Records phát hành lên đài phát thanh đồng quê Hoa Kỳ làm đĩa đơn mở đường cho Fearless vào ngày 15 tháng 9 năm 2008. Để đưa "Love Story" lên đài phát thanh pop, Chapman phụ trách trộn thêm phiên bản mới bằng cách chỉnh sửa bản phối của Niebank với Apple Logic và tắt tiếng hai nhạc cụ đồng quê. Phiên bản phát thanh pop có phần nhạc dạo được tạo bằng Ultrabeat của Apple Logic, còn phần guitar điện thì được tạo bằng Amplitube Stomp I/O. Cây viết Keith Harris của Rolling Stone cảm nhận phần guitar điện phiên bản này nghe "khủng một cách phù hợp" và lớn tiếng hơn so với âm thanh guitar điện ở phiên bản phát thanh đồng quê. Big Machine hợp tác cùng với hãng đĩa Republic Records đưa "Love Story" lên đài phát thanh pop Hoa Kỳ vào ngày 14 tháng 10 năm 2008. Tại Anh Quốc, "Love Story" được phát hành vào ngày 2 tháng 3 năm 2009, một tuần trước ngày phát hành Fearless. Tạp chí Music Week bảo rằng phiên bản này "đã được remix lại để hợp tai người châu Âu". Nick Levine của Digital Spy cho biết bản chỉnh sửa phát thanh tại Anh có nhiều điểm chung với các bài hát nhạc soft rock cũng như nhạc đồng quê.

## Nhạc và lời
"Love Story" là một bài hát pop đồng quê nhịp độ trung bình chứa âm thanh nhạc cụ acoustic như băng cầm, vĩ cầm, mandolin và guitar. Jon Bream từ Star Tribune cho rằng đây là một bài hát "pop thuần túy với phong cách tối giản" phù hợp với cả hai định dạng đài phát thanh nhạc đồng quê và nhạc pop. Theo The New York Times, tuy "Love Story" được phối khí bằng nhạc cụ băng cầm và vĩ cầm nhưng bài hát vẫn nghe giống như "một bài nhạc rock emo". Cây bút Kristen He của Billboard cảm nhận âm thanh bản phối và bản master của bài hát nghe ồn ào và ngang "một cách linh hoạt". Cô cho rằng nhờ phong cách này mà loa phát thanh có thể phát "Love Story" với âm lượng lớn hơn.
Theo bản phổ nhạc do Sony/ATV Music Publishing đăng tải trên Musicnotes.com, "Love Story" là một bài hát sử dụng hợp âm gốc Rê trưởng, với nhịp độ trung bình đạt 120 nhịp mỗi phút. Giọng ca của Swift trong "Love Story" là một chất giọng twang nhẹ, với khoảng âm vực từ nốt trầm nhất là A3 đến nốt cao nhất là B4. Nữ ca sĩ chỉ đơn giản thể hiện bằng giọng hát "mộc mạc" của "cô gái tuổi teen ngây thơ" và không dùng nhiều loại kỹ thuật thanh giọng khác nhau. Về mặt nội dung, "Love Story" kể về một chuyện tình gian nan giữa hai nhân vật dựa trên Romeo và Juliet của Shakespeare. Học giả Yuxi Cao nhận định rằng chuyện tình cảm và quá trình theo đuổi lấy mối tình đó "được mô tả trong bài hát tương đối nhẹ nhàng", đại diện cho bối cảnh lãng mạn hiện đại hơn là thời bấy giờ của Shakespeare. Nhà tâm lý học Katie Barclay cho biết, bài hát khám phá cảm xúc tình yêu trong nỗi đau và niềm vui.
"Love Story" được tường thuật dưới góc nhìn của Juliet từ đầu cho đến trước điệp khúc cuối. Bài hát bắt đầu bằng âm thanh guitar acoustic và thay vì sử dụng trống để nhấn mạnh phần nhạc, Swift chọn guitar scratch để tạo nhịp điệu trong nửa câu đầu tiên. Ở các phân khúc, Juliet kể lại mối tình đầy thử thách của cô và Romeo, do cha cô phản đối. Tác giả Satu Hämeenaho-Fox cho rằng nhân vật người cha trong "Love Story" được lấy cảm hứng từ chính người cha Scott của Swift. Phân khúc đầu tiên của bài hát nói về bối cảnh của Juliet qua câu hát, "We were both young when I first saw you / I close my eyes and the flashback starts, I'm standing there / On a balcony in summer air", dựa trên cảnh ban công ở Màn II, cảnh ii của vở kịch Shakespeare. Trước điệp khúc, nhạc cụ trống vang lên làm nổi bật lên phần nhạc đệm bên cạnh nhiều nhạc cụ khác. Các đoạn điệp khúc của bài hát có nội dung thay đổi theo tiến triển của cốt truyện, đồng thời bổ sung thêm giọng đệm hòa âm đơn giản và âm thanh guitar điện biểu diễn giai điệu ở các khoảng trống trong giọng hát. Juliet cầu xin người yêu của cô xuất hiện rằng, "Romeo, take me somewhere we can be alone / I'll be waiting / All there's left to do is run." Kết điệp khúc là câu hát nhắc tiêu đề bài hát, "You'll be the prince and I'll be the princess / It's a love story baby just say yes", được Billboard lựa chọn làm ví dụ cho những lời bài hát lãng mạn của Swift.
Trong phân khúc thứ hai của "Love Story", Juliet gặp lại Romeo ở khu vườn và hay tin rằng anh đã phải rời khỏi thị trấn vì cha cô phản đối. Khi đó, cấu trúc thời gian trong cốt truyện đã bị phá vỡ sau khi Juliet bảo người yêu của cô rằng hãy khép mắt qua câu hát: "We keep quiet, 'cause we're dead if they knew / So close your eyes". Tình cảm của họ gặp trắc trở hơn nữa qua câu hát đề cập đến Chữ A màu đỏ (1850) của Nathaniel Hawthorne, "'Cause you were Romeo, I was a scarlet letter". Theo học giả về truyền thông và phim ảnh Iris H. Tuan, hình ảnh "chữ A màu đỏ" của Hawthrone tượng trưng cho tội lỗi và hành vi ngoại tình của nhân vật nữ chính Hester Prynne. Trong khi đó, cách sử dụng của Swift trong "Love Story" lại tượng trưng cho tình yêu bị cấm đoán giữa Romeo và Juliet. Juliet nhận ra rằng, "This love is difficult, but it's real". Đây là lời bài hát "Love Story" yêu thích nhất của Swift. Hết điệp khúc thứ hai và nhạc dạo là một khoảng khắc drop ở đoạn chuyển tiếp. Đoạn này chỉ chứa âm thanh guitar acoustic đơn giản để biểu diễn hòa âm. Câu chuyện khi đó lên cao trào và đi đến phần bi thảm khi Juliet lo nghĩ rằng Romeo sẽ không thể đến với cô. Ngoài ra, Swift cũng thay đổi bối cảnh sao cho phù hợp với văn hóa và âm nhạc đồng quê bằng cách để cho Romeo và Juliet gặp nhau tại ngoại ô thị trấn ("the outskirts of town"), thay vì cặp đôi gặp nhau tại lâu đài như trong vở kịch của Shakespeare.
Sau phần chuyển tiếp của "Love Story" gồm có tiếng trống lớn dần, cùng giai điệu và giọng ca được phối hòa âm với nhau, điệp khúc cuối cùng của bài hát có sự biến đổi hợp âm giọng hát lên đến một cung. Phần lời ở đoạn này được kể theo góc nhìn của Romeo. Anh khẳng định bất cứ khó khăn nào cũng đều có thể giải quyết được và hứa với Juliet rằng, "You'll never have to be alone / I love you and that's all I really know." Romeo ngỏ lời cầu hôn với Juliet sau khi anh đã xin được cha cô, "I talked to your dad, go pick out a white dress." Trong khi hai nhân vật Romeo và Juliet của Shakespeare bí mật kết hôn mà không có sự chấp thuận của cha mẹ và họ đều tự tử, thì các nhân vật trong "Love Story" lại không có kết thúc như vậy. Câu hát cuối cùng của "Love Story" thể hiện tính đặc trưng trong sáng tác lời bài hát của Swift, là lặp lại với câu đầu tiên của bài hát.
Theo Tuan, với phong cách truyền tải cảm xúc và trí tưởng tượng của bản thân vào câu chuyện lấy cảm hứng từ Romeo và Juliet, Swift đã sáng tác một bài hát như "Love Story" có sức ảnh hưởng mạnh mẽ đến đối tượng khán giả là các cô gái tuổi teen và phụ nữ trẻ. Deborah Evans Price của Billboard đồng tình quan điểm nhưng cũng nói rằng "khán giả không cần phải là một thiếu niên si tình" để thưởng thức sự gắn kết về mặt cảm xúc trong bài hát. Hämeenaho-Fox bảo rằng mọi độ tuổi đều yêu thích "Love Story", từ trẻ em cho đến người trưởng thành, nhờ vào cảm xúc tình yêu chớm nở và lo toan rằng sẽ đánh mất điều gì đó. Swift thừa nhận rằng, "Tôi có một nhóm trẻ em bảy tuổi được những người mẹ dẫn đến sân khấu. Thậm chí còn có một nhóm gồm sáu người 40 tuổi, tất cả đều đội vương miện, cầm quyền trượng và hát 'Love Story'. Tôi không thực sự chỉ có một nhóm độ tuổi thôi đâu."

## Đánh giá chuyên môn
Trong nhiều bài đánh giá album Fearless, giới chuyên môn tán dương phần âm nhạc của "Love Story". Sean Daly từ St. Petersburg Times, Rob Sheffield từ Blender và Stephen Thomas Erlewine từ AllMusic chọn "Love Story" làm ca khúc tiêu biểu của Fearless. Deborah Evans Price của Billboard ca ngợi khí nhạc "cuốn hút, mơ mộng" và cho biết thành công của Swift trên thị trường nhạc đồng quê "chỉ có thể phát triển mạnh mẽ hơn". Những cây bút khác như James Reed của báo The Boston Globe và Elysa Gardner của USA Today coi "Love Story" là ví dụ cho thấy khả năng sáng tác của Swift ở độ tuổi còn trẻ. Riêng Gardner thì đánh giá cao bài hát miêu tả cảm xúc của thiếu niên mới lớn một cách chân thực, "thay vì là tiếng nói chung dành cho khái niệm về khao khát ở tuổi mới lớn của một nhóm các chuyên gia lớn tuổi". Ở các bài đánh giá sau này, giáo sư tiếng Anh Robert N. Watson và nhà báo âm nhạc Annie Zaleski coi "Love Story" là một bài hát đáng nhớ nhờ vào lời bài hát cốt truyện kiểu Shakespeare. Watson coi đó là bằng chứng về địa vị của Swift là "nhạc sĩ sáng tác bài hát cho những cuộc tình thất bại nổi tiếng nhất thế kỷ 21", còn Zaleski thì viết rằng bài hát này xứng đáng là "một câu chuyện tình yêu trường tồn".
Ngoài ra, nhiều nhà phê bình tuy ca ngợi phần hòa âm phối khí của ca khúc, song họ bày tỏ quan điểm trái chiều về mặt nội dung ca từ và việc lồng ghép văn học vào "Love Story". Trong một bài đánh giá 4 trên 5 sao của BBC, Fraser McAlpine ca ngợi phần âm nhạc của bài hát và bảo rằng, "Thật tuyệt khi chứng kiến một bài hát nhạc pop nổi tiếng được sử dụng làm phương pháp kể chuyện trực tiếp." Anh chê bai cốt truyện dựa trên vở kịch Shakespeare hời hợt, không hề sâu sắc như bản gốc và lời bài hát tầm thường. Nhà âm nhạc học James E. Perone nhận xét rằng những giai điệu du dương trong "Love Story" đủ hấp dẫn để che đậy tính dễ đoán của lời bài hát. Nhà báo Jon Bream của Star Tribune tuy chỉ trích "Love Story" rõ ràng nghe kém hơn đĩa đơn đầu tay "Tim McGraw" (2006) của Swift nhưng anh khen ngợi khí nhạc bắt tai của bài hát.
Trên Slant Magazine, Jonathan Keefe bày tỏ ấn tượng trước khả năng sáng tác giai điệu hấp dẫn của Swift ở những đoạn hook nhạc pop. Mặc dù vậy, anh phê bình lời bài hát "Love Story" khơi gợi Romeo và Juliet là "thiếu điểm nhấn", còn Chữ A màu đỏ thì là "không thể giải thích được". Ngoài ra, Keefe còn chỉ trích lời bài hát là thiếu sáng tạo và không thể chấp nhận "cách diễn đạt cụt ngủn" của Swift trong phần điệp khúc. Đồng quan điểm, Josh Jackman của Digital Spy chê bai việc so sánh một mối quan hệ với Romeo và Juliet là "sáo rỗng", còn Chữ A màu đỏ là "không thực sự hợp lý". Cùng ấn phẩm, tuy Nick Levine so sánh cốt truyện "sến súa" của "Love Story" với một bộ phim hài lãng mạn của Meg Ryan, nhưng anh vẫn ca ngợi đoạn điệp khúc thân thiện với đài phát thanh và kết thúc có hậu của cốt truyện trong bài hát.

## Thành tựu và xếp hạng
"Love Story" thắng giải Bài hát của năm tại giải Đồng quê năm 2009 và giải Pop năm 2010 do Broadcast Music, Inc. (BMI) tổ chức nhằm vinh danh bài hát phổ biến nhất trên đài phát thanh và truyền hình Hoa Kỳ trong năm. Đây là lần thứ hai Swift thắng giải Bài hát của năm tại Giải BMI Đồng quê, sau "Teardrops on My Guitar" vào năm 2008. Ngoài ra, Swift còn là nhạc sĩ sáng tác bài hát trẻ tuổi nhất (20 tuổi) thắng giải BMI Pop. Tại giải APRA, "Love Story" được đề cử Tác phẩm quốc tế của năm. Bài hát được đề cử People's Choice Awards lần thứ 35 (Bài hát đồng quê được yêu thích nhất), Nickelodeon Australian Kids' Choice Awards (Bài hát được yêu thích nhất), và Teen Choice Awards (Bài hát tình yêu được lựa chọn).
Blender xếp "Love Story" ở vị trí 73 trong danh sách 144 bài hát của năm 2008, còn The Village Voice thì xếp bài hát ở vị trí 48 dựa trên kết quả bình chọn của các nhà phê bình Pazz & Jop. "Love Story" góp mặt trong danh sách xuất sắc nhất gồm có "Top 100 bài hát đồng quê" (2016) của Taste of Country, "35 bài hát đồng quê xuất sắc nhất mọi thời đại" (2022) của Time Out, "50 bài hát tình yêu xuất sắc nhất thế kỷ 21" (2022) của Billboard và "50 bài hát đồng quê về tình yêu hay nhất mọi thời đại" (2022) của Billboard. Giới phê bình còn xếp hạng "Love Story" trong danh sách bài hát của Swift gồm có Josh Kurp từ Uproxx (2024) xếp ở hạng 2 trên tổng 50 bài hát xuất sắc nhất, Hannah Mylrea từ NME (2020) xếp ở hạng 5 trên tổng 160 bài hát, Lucy Ford từ GQ (2022) xếp ở hạng 6 trong danh sách xếp hạng đĩa đơn của Swift, Josh Jackman từ Digital Spy (2017) xếp ở hạng 7 trong danh sách xếp hạng bài hát của Swift, Harry Fletcher từ Evening Standard (2024) xếp ở hạng 11 trên tổng 15 bài hát xuất sắc nhất, Jane Song từ Paste (2020) xếp ở hạng 13 trên tổng 158 bài hát, Nate Jones từ Vulture (2024) xếp ở hạng 11 trên tổng 245 bài hát và Rob Sheffield từ Rolling Stone (2024) xếp ở hạng 100 trên tổng 274 bài hát.
Trong một bài đánh giá 100 ca khúc chọn lọc của Swift từ The Independent năm 2019, Roisin O'Connor xếp "Love Story" ở vị trí thứ 15 và cho biết ca khúc này chứng minh Swift là một nhạc sĩ sáng tác bài hát có thể "hiểu được sức mạnh của một mối tình bị cấm đoán". Alexis Petridis từ The Guardian xếp hạng "Love Story" thứ nhì, sau "Blank Space" (2014), trong bảng xếp hạng 44 đĩa đơn của Swift năm 2019. Anh nhận xét rằng nếu ca từ cốt truyện cảm hứng từ vở kịch Shakespeare và Hawthorn của "Love Story" có vẻ vụng về thì những nội dung này "vụng về theo kiểu tuổi teen có thể tin được." Chris Willman của Variety xếp bài hát ở hạng 39 trong 75 bài hát của Swift và ca ngợi phân đoạn thay đổi hợp âm là "một nghìn điểm cộng". Viết cho Exclaim!, Alex Hudson cùng Megan LaPierre đặt "Love Story" ở vị trí thứ 5 trong số 20 bài hát xuất sắc nhất của Swift và bảo rằng "chẳng còn bài hát tình yêu nào kinh điển hơn" bài hát này. Nhà báo Hadley Freeman từ The Sunday Times xếp ca khúc ở thứ 9 trong danh sách bài hát hay nhất của Swift và dành lời khen cho "giai điệu lôi cuốn khiến những nhạc sĩ gấp ba lần tuổi của cô ấy phải chết đi sống lại mới sáng tác ra được." Victoria Edel của PopSugar gọi "Love Story" là "một lời tri ân dành cho chủ nghĩa lạc quan lãng mạn" và xếp bài hát ở vị trí thứ 5 trong danh sách 30 bài hát xuất sắc nhất của Swift.

## Diễn biến thương mại

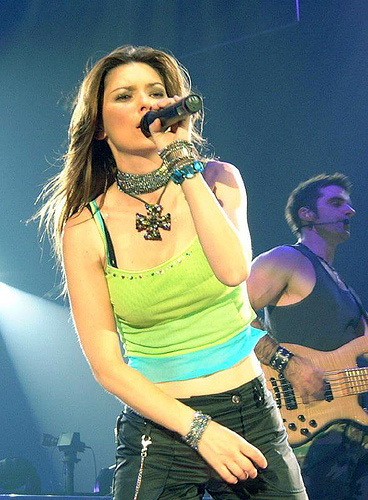
Sau khi đạt hạng nhất trên Pop Songs, "Love Story" vượt qua "You're Still the One" (1998) của Shania Twain (hình) và trở thành bài hát đồng quê xếp hạng cao nhất trên đài phát thanh nhạc đại chúng tại Hoa Kỳ.

Tại Hoa Kỳ, "Love Story" ra mắt ở hạng 16 trên bảng xếp hạng Billboard Hot 100 và ở hạng 25 trên bảng xếp hạng Hot Country Songs. Sang tuần kế tiếp, bài hát nhảy lên hạng 5 trên bảng xếp hạng Hot 100. "Love Story" đạt cao nhất ở hạng 4 ở tuần lễ ngày 17 tháng 1 năm 2009 và dành ra tổng cộng 49 tuần trụ hạng. Bài hát đứng thứ 5 trong danh sách xếp hạng Billboard Hot 100 cuối năm 2009. "Love Story" đạt vị trí quán quân hai tuần trên bảng xếp hạng Hot Country Songs. Trên bảng Pop Songs xếp hạng các ca khúc phát thanh đại chúng Hoa Kỳ, "Love Story" đạt hạng nhất vào tuần lễ ngày 28 tháng 2 năm 2009, trở thành bài hát nhạc đồng quê đầu tiên đứng đầu bảng xếp hạng này. Ca khúc còn vượt qua kỷ lục trước đó thuộc về "You're Still the One" (1998) của Shania Twain (hạng 3) và trở thành bài hát đồng quê xếp hạng cao nhất trên Pop Songs.
Ở các bảng xếp hạng phát thanh khác của Billboard, "Love Story" đứng đầu Adult Contemporary và đạt hạng 3 trên Adult Pop Songs. Cùng với "Teardrops on My Guitar" (2007), bài hát này đưa Swift trở thành nghệ sĩ đầu tiên trong thập niên 2000 có 2 ca khúc lọt vào top 10 của 4 bảng xếp hạng phát thanh: Hot Country Songs, Pop Songs, Adult Pop Songs và Adult Contemporary. Cuối năm 2009, Billboard xếp "Love Story" ở hạng nhất bảng xếp hạng Radio Songs. Vào tháng 2 năm 2009, bài hát trở thành ca khúc đồng quê đầu tiên bán được 3 triệu lượt tải nhạc. Năm 2015, Hiệp hội Công nghiệp Ghi âm Hoa Kỳ (RIAA) chứng nhận "Love Story" đĩa 8× Bạch kim. Tính đến tháng 10 năm 2022, "Love Story" đã bán được 6,2 triệu bản tại Hoa Kỳ và trở thành đĩa đơn bán chạy nhất của Swift tại quốc gia này.
"Love Story" là đĩa đơn quán quân đầu tiên của Swift tại Úc, và được Hiệp hội Công nghiệp ghi âm Úc chứng nhận đĩa 14× Bạch kim. Bài hát đạt top 5 ở bảng xếp hạng đĩa đơn tại Anh Quốc (2), Ireland (3), New Zealand (3), Nhật Bản (3), Canada (4) và Scotland (5). Tại Châu Âu, "Love Story" đứng top 10 trên bảng xếp hạng European Hot 100 Singles (10), tại các quốc gia như Cộng hòa Séc (4), Hungary (6), Na Uy (7) và Thụy Điển (10). "Love Story" được chứng nhận đĩa 3× Bạch kim tại Anh, đĩa Bạch kim kép tại Canada, đĩa Bạch kim tại Đan Mạch, Đức, New Zealand, và đĩa Vàng tại Ý và Nhật Bản. Ca khúc đã bán được 6,5 triệu bản nhạc số trên toàn thế giới và là đĩa đơn bán chạy thứ 6 của năm 2009. Theo ước tính đến tháng 2 năm 2021, "Love Story" đã tẩu tán 18 triệu đơn vị trên toàn thế giới.

## Video âm nhạc

### Bối cảnh và quay phim

Một cảnh quay trong video âm nhạc "Love Story" cho thấy Swift và Justin Gaston ở cảnh phòng khiêu vũ. Nữ ca sĩ bảo rằng MV được lấy cảm hứng từ những thời đại khác nhau trong lịch sử.

Trey Fanjoy phụ trách đạo diễn "Love Story" và từng hợp tác cùng Swift trong những video âm nhạc trước đó. Swift lấy ý tưởng từ các thời kỳ lịch sử như Trung Cổ, Phục Hưng và Nhiếp chính ở Anh để thực hiện một video theo phong cách phim cổ trang với cốt truyện vượt thời gian "diễn ra vào những năm 1700, 1800 hoặc 2008". Sau khi dành ra 6 tháng để tìm kiếm một diễn viên vào vai nam chính, Swift chọn Justin Gaston theo lời giới thiệu của một người quen. Gaston là một người mẫu thời trang từng tranh tài trên loạt phim truyền hình Nashville Star. Sau khi anh bị loại khỏi chương trình, Swift liên hệ với anh để tham gia góp mặt trong video âm nhạc "Love Story". Cô tin rằng Gaston là lựa chọn hoàn hảo cho vai nam chính: "Tôi rất ấn tượng với cách anh ấy [bộc lộ cảm xúc] trong video. Thậm chí chẳng cần phải nói gì, anh ấy chỉ việc liếc nhìn và mọi [quá trình quay phim] trở nên suôn sẻ."
Video âm nhạc "Love Story" được ghi hình trong vòng 2 ngày vào tháng 8 năm 2008 tại Tennessee. Đoàn quay phim ban đầu định đến châu Âu để tìm tòa lâu đài cho phù hợp với bối cảnh của video, nhưng họ lựa chọn lâu đài Gwynn tại Arrington. Tòa lâu đài này được xây dựng vào năm 1973 và là một phần của lễ hội Phục Hưng Tennessee được tổ chức hàng năm. Các trang phục cho MV "Love Story" được bên đơn vị Jacquard Fabrics cung cấp, trừ bộ váy Swift mặc ở cảnh ban công là do Sandi Spika thiết kế với ý tưởng và cảm hứng từ chính Swift. Ngày đầu tiên, cảnh ban công và cánh đồng được ghi hình. Ngày thứ hai là ngày ghi hình cảnh phòng khiêu vũ gồm có 20 vũ công đến từ trường Đại học Cumberland ở Lebanon. Swift học vũ đạo trong vòng 15 phút trước khi tiến hành quay phim. Nữ ca sĩ còn mời thêm một số người hâm mộ là sinh viên đại học từ các tiểu bang khác bay đến Nashville để quay video cùng cô. Video âm nhạc của "Love Story" được công chiếu vào ngày 12 tháng 9 năm 2008, trên CMT, còn đoạn hậu trường thực hiện MV thì được chiếu trên Great American Country vào ngày 12 tháng 11 năm 2008. Đến ngày 27 tháng 10 năm 2009, MV "Love Story" cùng hậu trường được phát hành ở định dạng DVD trong phiên bản Platinum của Fearless.

### Nội dung và đón nhận
Video "Love Story" bắt đầu bằng cảnh Swift mặc áo len đen và quần jean, đi dạo tại khuôn viên trường đại học và thấy Gaston đang đọc sách dưới gốc cây. Lúc họ nhìn lấy nhau, video chuyển sang cảnh quay tại một ban công và khi đó, Swift mặc áo corset và váy dạ hội. Cảnh này được chiếu xen kẽ với những cảnh quay khác trong MV. Tiếp đó là cảnh Gaston và Swift khiêu vũ cùng nhau trong phòng khiêu vũ, rồi sau đó Gaston thì thầm vào tai Swift cũng là lúc hết đoạn điệp khúc "Love Story" đầu tiên. Đến phân khúc và điệp khúc thứ hai là các cảnh quay ban đêm, Swift bước vào một khu vườn với một chiếc đèn lồng trên tay và gặp Gaston. Họ hẹn hò ngắn ngủi rồi chia tay. Ở đoạn nhạc dạo "Love Story" trước đoạn chuyển tiếp, Swift hồi tưởng lại cảnh khiêu vũ và hái một cặp anh đào. Sau đó video trở lại cảnh nữ ca sĩ đứng trên ban công và nhìn ra ngoài cửa sổ. Cô nhìn thấy Gaston băng qua cánh đồng và chạy về phía mình. Swift ngay lập tức chạy xuống cầu thang để gặp anh. Video chuyển trở lại khuôn viên trường đại học thời hiện đại và kết thúc bằng cảnh Gaston bước về phía Swift và họ nhìn vào mắt nhau.
Spin cảm nhận những phân cảnh trau chuốt và giả tưởng thời trung cổ trong video âm nhạc của "Love Story" dường như được thực hiện bằng kinh phí giống như các bộ phim của HBO. Thay vì ám chỉ đến Romeo và Juliet thì cốt truyện MV "Love Story" lại giống với Rapunzel, đặc biệt là cảnh nhân vật của Swift chờ người yêu trên đỉnh lâu đài. Mandi Bierly của Entertainment Weekly bày tỏ cảm xúc buồn vui lẫn lộn trước quá trình biến đổi của Swift từ những video âm nhạc đơn giản như "Tim McGraw" sang những sản phẩm trau chuốt hơn. Cô đánh giá cao tạo hình của Swift và Gaston trong MV. Cây viết Halie LeSavage của Glamour cho biết, trang phục của Swift trong video đã góp phần củng cố chủ đề lời bài hát, "[Cô ấy] thực sự đã mặc một chiếc váy dạ hội thời trung cổ khi vào vai Juliet và tìm đến một diễn viên đóng vai Romeo." Trong một phỏng vấn với Billboard vào năm 2010, Swift chia sẻ về bối cảnh đám cưới lấy cảm hứng từ truyện cổ tích trong video rằng, "Tôi không phải là cô gái hay mơ mộng về ngày cưới của mình. [Video ấy] chỉ là một [khoảnh khắc] lý tưởng và hạnh phúc mãi mãi."
Video âm nhạc "Love Story" được đề cử Video của năm tại giải thưởng Hàn lâm Âm nhạc Đồng quê lần thứ 45. Tại giải thưởng Âm nhạc CMT năm 2009, MV thắng Video của năm và Video nữ của năm. Video "Love Story" còn thắng giải Video âm nhạc của năm tại giải thưởng Hiệp hội Âm nhạc Đồng quê lần thứ 43 và Video quốc tế được yêu thích nhất tại giải thưởng Âm nhạc Myx năm 2010 ở Philippines. Năm 2017, Spin xếp hạng "Love Story" ở vị trí thứ 14 trong số 30 video âm nhạc của Swift. Lydia Price của People (2018) chọn "Love Story" là một trong 10 video âm nhạc lãng mạn nhất từ trước đến nay. Biên tập viên Riley Utley từ trang CinemaBlend (2024) đặt "Love Story" ở vị trí thứ 4 trong danh sách xếp hạng video âm nhạc xuất sắc nhất của Swift và so sánh bối cảnh tình yêu lứa đôi trong MV với phim truyền hình Bridgerton (2020) trên nền tảng Netflix.

## Biểu diễn trực tiếp và sử dụng

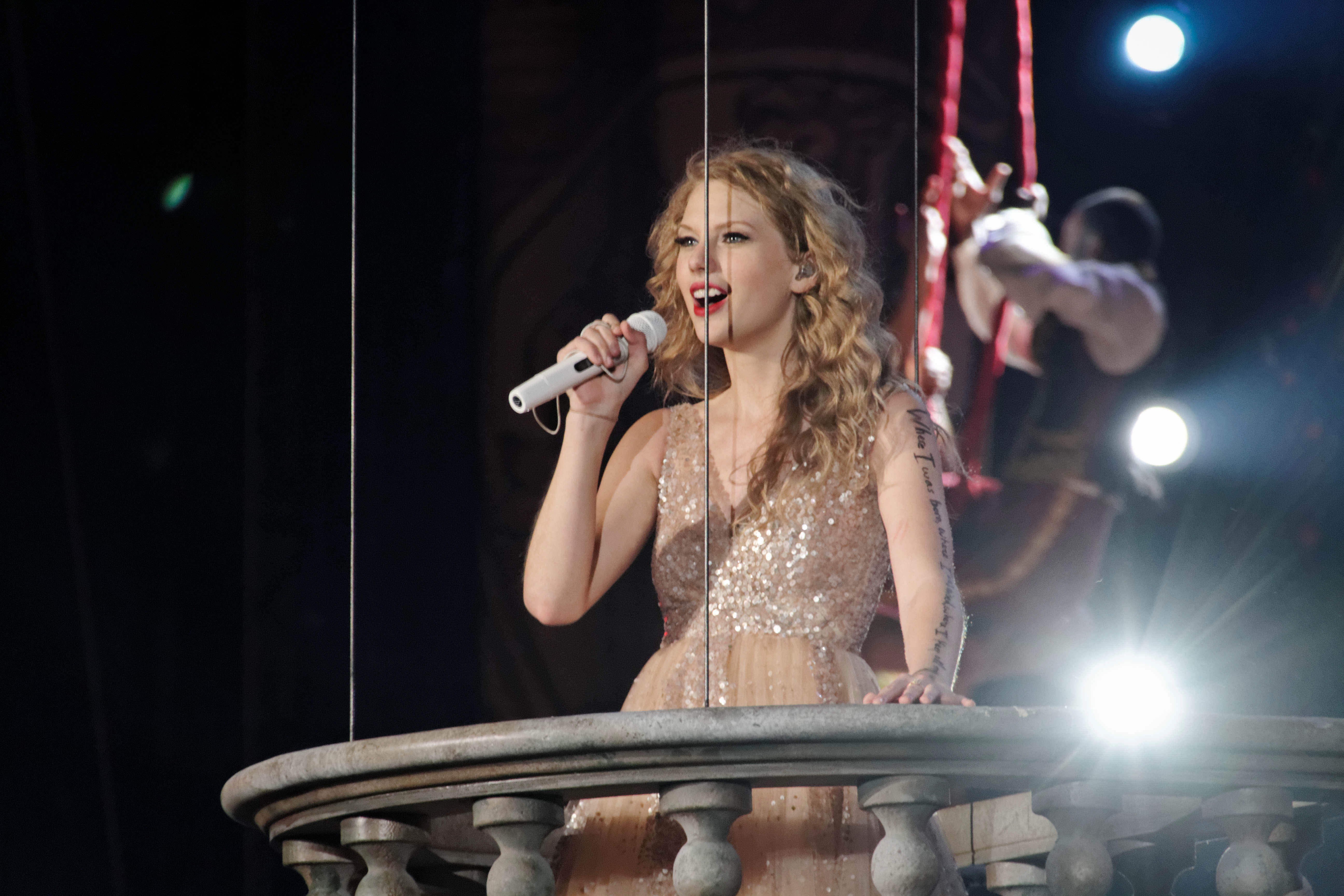
Swift biểu diễn "Love Story" trên ban công bay giữa không trung tại Speak Now World Tour vào năm 2011

"Love Story" trở thành một bài hát biểu tượng gắn liền với cả sự nghiệp âm nhạc và lưu diễn của Swift. Tính đến tháng 7 năm 2023, nữ ca sĩ đã trình diễn bài hát này hơn 500 lần. Mặc dù Swift từng chia sẻ rằng bản thân cảm thấy mệt mỏi khi phải biểu diễn nhiều lần, nhưng cô vẫn luôn thêm bài hát này vào danh sách tiết mục vì đây là một trong những bài hát mà đưa người hâm mộ đến với cô nhiều nhất. "Love Story" còn trở thành một ca khúc trong các chương trình của Swift mà nhiều cặp đôi sử dụng để tổ chức đính hôn, đặc biệt là sau đoạn chuyển tiếp có lời bài hát nói về Romeo cầu hôn Juliet.
Trong khoảng thời gian quảng bá Fearless vào năm 2008 và 2009, Swift trình diễn "Love Story" trên các chương trình truyền hình như Good Morning America, The Today Show, Dancing with the Stars, The Ellen DeGeneres Show và Saturday Night Live. Tại giải thưởng Hiệp hội Âm nhạc Đồng quê năm 2008, nữ ca sĩ đã tái hiện lại video âm nhạc của "Love Story" bằng cách biểu diễn bài hát trên sân khấu và khiêu vũ cùng Gaston. Swift và ban nhạc Anh Def Leppard từng biểu diễn "Love Story" trong một tập CMT Crossroads ghi hình vào tháng 10 năm 2008. Buổi biểu diễn được phát hành ở định dạng DVD vào năm 2009. Tại Anh Quốc, Swift trình diễn "Love Story" cho chương trình từ thiện qua truyền hình Children in Need của BBC. Sau đó, cô quyên góp 13.000 bảng Anh.
"Love Story" được đưa vào danh sách tiết mục của nhiều buổi biểu diễn tại lễ hội của Swift vào năm 2009, gồm Houston Livestock Show and Rodeo, Florida Strawberry Festival, Sound Relief, CMA Music Festival và Craven Country Jamboree. Cô trình diễn bài hát tại chuyến lưu diễn đầu tiên Fearless Tour (2009–2010). Buổi biểu diễn gồm có các vũ công mặc trang phục thời kỳ Victoria và nhảy múa theo điệu nhạc Canon cung Rê trưởng. Phông nền là một tòa lâu đài được chiếu lên sân khấu. Swift xuất hiện từ phía dưới và lên tầng trên của sân khấu. Cô mặc một chiếc váy đỏ thẫm pha chút màu vàng theo phong cách thế kỷ 18. Ở phần điệp khúc cuối cùng, Swift bước về phía sau các vũ công phụ họa, thay trang phục thành chiếc váy cưới màu trắng và mang băng đô đính đá quý. Các buổi biểu diễn trực tiếp của "Love Story" được ghi hình và phát hành qua đĩa DVD Journey to Fearless vào năm 2011.

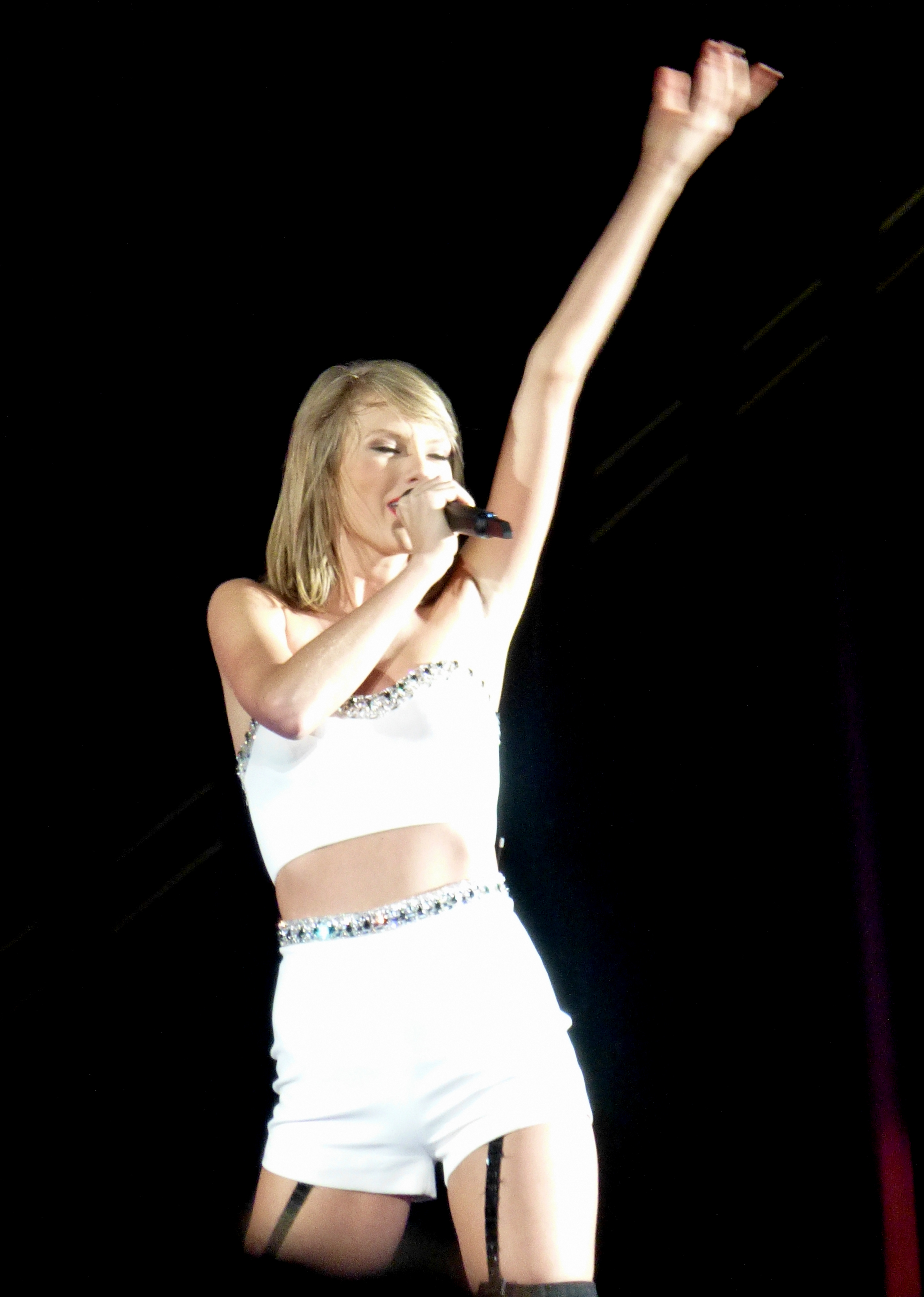
Swift hát phiên bản synth-pop của "Love Story" tại The 1989 World Tour vào năm 2015

"Love Story" là bài hát cuối cùng được biểu diễn ở chuyến lưu diễn thứ hai của Swift, Speak Now World Tour (2011–2012). Khi đó, nữ ca sĩ mặc một chiếc váy vàng trắng và hát bài hát. Swift đứng trên một ban công được nâng cao lên không trung và di chuyển khắp sân khấu. Ngoài ra, sân khấu còn thả xuống những mảnh giấy vụn và bắn pháo hoa lên trời. Swift biểu diễn "Love Story" tại BBC Radio 1's Teen Awards vào tháng 10 năm 2012. Khi đó, cô mặc hotpants màu bạc và áo đen mỏng. Swift tiếp tục trình diễn ca khúc này vào cuối tháng trong tập VH1 Storytellers được ghi hình tại Harvey Mudd College ở California, tại Ed Sullivan Theatre được ghi hình và phát hành dưới dạng video hòa nhạc Live from New York City vào ngày 6 tháng 11 và tại lễ hội KIIS-FM Jingle Ball diễn ra vào ngày 1 tháng 12 năm 2012. Ngày 25 tháng 1 năm 2013, Swift đã biểu diễn phiên bản acoustic của "Love Story" tại Los Premios 40 Principales ở Tây Ban Nha. Cô từng đưa bài hát này vào chuyến lưu diễn chính thứ ba của cô, The Red Tour (2013–2014). Tại thời điểm đó, cô đã hát bài hát này và mặc một chiếc váy dài màu trắng.
Tại giải thưởng Âm nhạc iHeartRadio năm 2014, Swift biểu diễn phiên bản "Love Story" theo phong cách arena rock. Trong chuyến lưu diễn thứ tư 1989 World Tour (2015), nữ ca sĩ đã phối bài hát lại thành phiên bản ballad synth-pop và trình diễn trên bục cao di chuyển nhanh xung quanh địa điểm tổ chức. Phiên bản mới của "Love Story" tại The 1989 World Tour sử dụng âm thanh trống điện tử và dương cầm điện tử, mở đầu bằng phần hát bè. Jane Song nhận xét rằng đây "vẫn sẽ tiếp tục là một trong những ca khúc chủ đạo của Swift". Swift đưa "Love Story" vào danh sách tiết mục trong chuyến lưu diễn thứ năm, Reputation Stadium Tour (2018), và biểu diễn bài hát này liên khúc với các đĩa đơn "Style" và "You Belong with Me".
Ngày 23 tháng 4 năm 2019, Swift biểu diễn bản piano của "Love Story" tại Lincoln Center for the Performing Arts tại Time 100 Gala. Cô được vinh danh là một trong những "người có ảnh hưởng nhất" của năm ở buổi lễ này. Đến ngày 9 tháng 9, Swift biểu diễn bài hát này tại buổi hòa nhạc một đêm duy nhất, City of Lover, ở Paris. Tại giải thưởng Âm nhạc Mỹ năm 2019 nơi cô được trao giải "Nghệ sĩ của thập kỷ", Swift trình diễn "Love Story" liên khúc với "The Man", "I Knew You Were Trouble", "Blank Space" và "Shake It Off". Ngày 21 tháng 7 năm 2022, tại chuyến lưu diễn One More Haim Tour của Haim, Swift đã xuất hiện với tư cách khách mời và biểu diễn "Love Story" mashup với "Gasoline". "Love Story" được Swift chọn biểu diễn chính trong chuyến hòa nhạc thứ sáu, The Eras Tour (2023–2024).
"Love Story" từng được giễu nhại và chuyển thể thành các sự kiện văn hóa đại chúng. Ở giải thưởng Âm nhạc CMT năm 2009, Swift và rapper T-Pain thu âm Auto-Tune một bản nhại có tựa đề "Thug Story" và phát sóng ở phần cold open của lễ trao giải. "Thug Story" được phát hành ở định dạng DVD trong phiên bản Platinum của Fearless. Tháng 8 năm 2020, bản remix nhạc house "Love Story" không chính thức của DJ người Mỹ Disco Lines từng lan truyền trên nền tảng chia sẻ video TikTok. Bản phối lại của Disco Lines đạt vị trí thứ 37 trên bảng xếp hạng phát thanh của Ba Lan vào tháng 10 năm 2020. Tháng 5 năm 2023, nam ca sĩ người Scotland Lewis Capaldi hát lại "Love Story" tại lễ hội BBC Radio 1's Big Weekend. Sau khi ba buổi biểu diễn The Eras Tour của Swift tại Ernst-Happel-Stadion ở Vienna đã bị hủy do âm mưu khủng bố, ban nhạc rock Anh Coldplay và ca sĩ người Mỹ Maggie Rogers cover "Love Story" trong chuyến lưu diễn Music of the Spheres World Tour ở cùng địa điểm tổ chức vài tuần sau đó nhằm tri ân Swift.

## Đội ngũ sản xuất
Thông tin phần ghi công được lấy từ ghi chú của Fearless
- Taylor Swift – giọng hát chính, sáng tác, sản xuất, giọng hát đệm
- Nathan Chapman – sản xuất, giọng hát đệm
- Drew Bollman – hỗ trợ trộn nhạc
- Chad Carslon – kỹ thuật thu âm
- Richard Edgeler – hỗ trợ kỹ thuật thu âm, hỗ trợ trộn nhạc
- Justin Niebank – trộn nhạc
- Tim Van der Kull – guitar bổ sung
- Jeremy "Jim Bob" Wheatley – kỹ thuật thu âm bổ sung, trộn nhạc bổ sung
- Caitlin Evanson – giọng hát đệm

## Bảng xếp hạng
| Bảng xếp hạng (2008–2009)               | Vị trí cao nhất |
| --------------------------------------- | --------------- |
| Úc (ARIA)                               | 1               |
| Áo (Ö3 Austria Top 40)                  | 30              |
| Bỉ (Ultratip Flanders)                  | 4               |
| Bỉ (Ultratop 50 Wallonia)               | 39              |
| Canada (Canadian Hot 100)               | 4               |
| Canada AC (Billboard)                   | 1               |
| Canada CHR/Top 40 (Billboard)           | 4               |
| Canada Country (Billboard)              | 1               |
| Canada Hot AC (Billboard)               | 3               |
| CIS (Tophit)                            | 180             |
| Cộng hòa Séc (Rádio Top 100 Oficiální)  | 4               |
| Đan Mạch (Tracklisten)                  | 16              |
| Châu Âu Hot 100 Singles (Billboard)     | 10              |
| Châu Âu Digital Song Sales (Billboard)  | 5               |
| Phần Lan Download (Latauslista)         | 17              |
| Pháp (SNEP)                             | 14              |
| Đức (GfK)                               | 22              |
| Hungary (Single Top 40)                 | 6               |
| Ireland (IRMA)                          | 3               |
| Nhật Bản (Japan Hot 100)                | 3               |
| Nhật Bản Adult Contemporary (Billboard) | 1               |
| Mexico Ingles Airplay (Billboard)       | 6               |
| Hà Lan (Single Top 100)                 | 13              |
| New Zealand (Recorded Music NZ)         | 3               |
| Na Uy (VG-lista)                        | 7               |
| Scotland (OCC)                          | 5               |
| Slovakia (Rádio Top 100)                | 13              |
| Tây Ban Nha (PROMUSICAE)                | 47              |
| Thụy Điển (Sverigetopplistan)           | 10              |
| Thụy Sĩ (Schweizer Hitparade)           | 50              |
| Anh Quốc (OCC)                          | 2               |
| Hoa Kỳ Billboard Hot 100                | 4               |
| Hoa Kỳ Adult Contemporary (Billboard)   | 1               |
| Hoa Kỳ Adult Pop Airplay (Billboard)    | 3               |
| Hoa Kỳ Hot Country Songs (Billboard)    | 1               |
| Hoa Kỳ Latin Pop Songs (Billboard)      | 35              |
| Hoa Kỳ Pop Airplay (Billboard)          | 1               |
| Hoa Kỳ Pop 100 (Billboard)              | 3               |

| Bảng xếp hạng (2024)         | Vị trí cao nhất |
| ---------------------------- | --------------- |
| Malaysia International (RIM) | 12              |
| Bồ Đào Nha (AFP)             | 77              |
| Singapore (RIAS)             | 2               |

| Bảng xếp hạng (2008)                 | Vị trí |
| ------------------------------------ | ------ |
| Hoa Kỳ Billboard Hot 100             | 81     |
| Hoa Kỳ Hot Country Songs (Billboard) | 55     |

| Bảng xếp hạng (2009)                       | Vị trí |
| ------------------------------------------ | ------ |
| Úc (ARIA)                                  | 3      |
| Canada (Canadian Hot 100)                  | 8      |
| Châu Âu (European Hot 100 Singles)         | 94     |
| Pháp (SNEP)                                | 94     |
| Nhật Bản (Japan Hot 100)                   | 54     |
| New Zealand (RMNZ)                         | 13     |
| Thụy Điển (Sverigetopplistan)              | 47     |
| Anh Quốc Singles (Official Charts Company) | 29     |
| Hoa Kỳ Billboard Hot 100                   | 5      |
| Hoa Kỳ Adult Contemporary (Billboard)      | 2      |
| Hoa Kỳ Adult Top 40 (Billboard)            | 11     |
| Hoa Kỳ Mainstream Top 40 (Billboard)       | 8      |

| Bảng xếp hạng (2000–2009) | Vị trí |
| ------------------------- | ------ |
| Úc (ARIA)                 | 10     |
| Hoa Kỳ Billboard Hot 100  | 73     |

## Chứng nhận
| Quốc gia                                                                                             | Chứng nhận   | Số đơn vị/doanh số chứng nhận |
| --- | ------------ | ----------------------------- |
| Úc (ARIA)                                                                                            | 14× Bạch kim | 980.000‡                      |
| Áo (IFPI Áo)                                                                                         | Bạch kim     | 30.000*                       |
| Brasil (Pro-Música Brasil)                                                                           | 2× Bạch kim  | 120.000‡                      |
| Canada (Music Canada)                                                                                | 2× Bạch kim  | 160.000*                      |
| Đan Mạch (IFPI Đan Mạch)                                                                             | Bạch kim     | 90.000‡                       |
| Đức (BVMI)                                                                                           | Bạch kim     | 500.000‡                      |
| Ý (FIMI)                                                                                             | Vàng         | 50.000‡                       |
| Nhật Bản (RIAJ)                                                                                      | Vàng         | 100.000*                      |
| New Zealand (RMNZ)                                                                                   | Bạch kim     | 15.000*                       |
| Tây Ban Nha (PROMUSICAE)                                                                             | Vàng         | 30.000‡                       |
| Anh Quốc (BPI)                                                                                       | 3× Bạch kim  | 1.800.000‡                    |
| Hoa Kỳ (RIAA)                                                                                        | 8× Bạch kim  | 8.000.000‡                    |
| Hoa Kỳ (RIAA) Mastertone                                                                             | Bạch kim     | 1.000.000*                    |
| * Chứng nhận dựa theo doanh số tiêu thụ. ‡ Chứng nhận dựa theo doanh số tiêu thụ và phát trực tuyến. |              |                               |

## Lịch sử phát hành
| Khu vực  | Ngày phát hành       | Định dạng                    | Phiên bản             | Hãng đĩa                | Nguồn           |
| -------- | -------------------- | ---------------------------- | --------------------- | ----------------------- | --------------- |
| Hoa Kỳ   | 15 tháng 9 năm 2008  | Đài phát thanh đồng quê      | Gốc                   | Big Machine             | [ 24 ]          |
| Hoa Kỳ   | 14 tháng 10 năm 2008 | Đài phát thanh hit đương đại | Gốc                   | Big Machine Republic    | [ 26 ]          |
| Nhiều    | 6 tháng 1 năm 2009   | Tải kỹ thuật số              | Pop Mix               | Big Machine             | [ 233 ]         |
| Nhiều    | 6 tháng 2 năm 2009   | Tải kỹ thuật số              | Stripped              | Big Machine             | [ 234 ]         |
| Nhiều    | 27 tháng 2 năm 2009  | Tải kỹ thuật số              | Digital Dog Radio Mix | Big Machine             | [ 235 ]         |
| Anh Quốc | 2 tháng 3 năm 2009   | Tải kỹ thuật số              | Gốc                   | Mercury Universal Music | [ 236 ] [ 237 ] |
| Đức      | 24 tháng 4 năm 2009  | Đĩa đơn CD                   | Gốc                   | Universal Music         | [ 238 ]         |

## "Love Story (Taylor's Version)"
Năm 2018, Swift rời khỏi Big Machine và ký bản hợp đồng mới với Republic Records. Tuy nhiên, cô vướng phải một cuộc tranh chấp quyền sở hữu tác phẩm vào giữa năm 2019 với người quản lý tài năng Scooter Braun, nguyên nhân bắt nguồn từ việc Braun mua lại Big Machine Records kèm theo các bản thu hoàn chỉnh những album trước đó của nữ ca sĩ dưới sự phát hành từ phía hãng đĩa cũ. Sau nhiều cân nhắc, Swift quyết định tái thu âm sáu album phòng thu đầu tiên, bao gồm Fearless, vào tháng 11 năm 2020. Bằng việc tái thu âm, Swift sẽ có toàn bộ quyền sở hữu bản thu mới, cho phép cô tự cấp phép chính mình sử dụng những bản nhạc tái thu âm với mục đích thương mại và hy vọng thay thế được các phiên bản thuộc quyền sở hữu của Big Machine.
Swift thu âm lại "Love Story" và đặt tên là "Love Story (Taylor's Version)". Đây là ca khúc đầu tiên mà nữ ca sĩ tái thu âm và phát hành. Nam diễn viên người Canada Ryan Reynolds từng xin phép Swift để được sử dụng đoạn trích của bài hát nhằm làm quảng cáo cho website hẹn hò Match.com vào tháng 12 năm 2020. Qua đó, Swift cũng tiện thể hé lộ "Love Story (Taylor's Version)". Bài hát được đăng tải lên nền tảng nhạc số và phát trực tuyến vào ngày 12 tháng 2 năm 2021, trước lúc phát hành album tái thu âm Fearless (Taylor's Version) vào tháng 4. Một phiên bản EDM của "Love Story (Taylor's Version)" do nhà sản xuất âm nhạc người Thụy Điển Elvira remix được phát hành vào ngày 26 tháng 3 năm 2021, và sau đó xuất hiện trong phiên bản deluxe của Fearless (Taylor's Version).

### Sản xuất
Swift sản xuất "Love Story (Taylor's Version)" cùng với nhà sản xuất ở Nashville, Christopher Rowe. David Payne thu âm bài hát tại Blackbird Studios, còn phần thu âm bổ sung của Rowe thì thực hiện tại Prime Recording và Studio 13, tất cả đều ở Nashville. Sam Holland thu âm giọng hát của Swift tại Conway Recording Studios ở Los Angeles; Serban Ghenea phối trộn "Love Story (Taylor's Version)" tại MixStar Studios ở Virginia Beach, Virginia; và Randy Merrill master ca khúc tại Sterling Sound ở Edgewater, New Jersey. Swift từng mời một số nhạc sĩ đã làm việc trong phiên bản năm 2008 để tái thu âm cùng cô như Jonathan Yudkin chơi vĩ cầm, Amos Heller chơi guitar bass và Caitlin Evanson hát bè. Họ là những thành viên trong ban nhạc lưu diễn của Swift và từng biểu diễn "Love Story" cùng cô nhiều lần.
Theo nhiều nhà phê bình, phần âm nhạc "Love Story (Taylor's Version)" nghe chân thật như phiên bản năm 2008. Họ nhận thấy giọng hát của Swift có sự thay đổi về âm sắc, với tông giọng đầy đặn hơn và không có chất twang của nhạc đồng quê. Shirley Li của The Atlantic cảm nhận giọng của Swift "phong phú hơn nhiều" nhờ vào tông giọng được kiểm soát và nữ ca sĩ thể hiện staccato chính xác. Nhờ việc tái thu âm, Swift cho biết cô nhận ra được bản thân tiến bộ trong nghề ca hát đến mức nào cũng như giọng hát của cô nghe thiếu niên ra sao trong bản thu âm cũ. Bên cạnh đó, các nhạc cụ trong "Love Story (Taylor's Version)" có sự cải thiện về mặt âm thanh như nghe sắc nét hơn và rõ ràng hơn: Âm thanh băng cầm, chũm chọe và vĩ cầm nghe rõ ràng hơn, tiếng trống đập mạnh mạnh hơn, âm bass rõ hơn, tiếng guitar điện ít chói tai hơn và lượng hòa âm được giảm bớt trong bản phối. Trên Billboard, Kristen He cho biết nếu các nhạc cụ trong phiên bản năm 2008 hòa quyện thành một "bức tường âm thanh" thì bản thu "Love Story (Taylor's Version)" lại làm nổi bật từng nhạc cụ riêng lẻ.

### Đón nhận
Trong nhiều bài đánh giá, giới chuyên môn tán dương "Love Story (Taylor's Version)" nghe gần giống với phiên bản gốc. Họ cảm nhận được bản tái thu âm có sự cải thiện ở phần hòa âm phối khí trau chuốt cùng giọng hát trưởng thành của Swift. Một số cây bút hoan nghênh Swift tái thu âm vì đây là cách mà cô có thể giành lại quyền sở hữu âm nhạc của mình. Simon Vozick-Levinson của Rolling Stone và Mikael Wood của Los Angeles Times gọi "Love Story (Taylor's Version)" là bản cập nhật của một bài hát "kinh điển" về tình cảm tuổi teen. Mark Savage từ BBC News cho biết giọng hát cải thiện của Swift vẫn giữ được cảm xúc của tuổi mới lớn, song Shirley Li từ The Atlantic và Hannah Mylrea từ NME bảo rằng giọng hát của nữ ca sĩ nghe mạnh mẽ hơn, tạo cảm giác hoài niệm và do đó làm mất đi cảm xúc thiết tha của phiên bản năm 2008. Theo Robert Christgau, tuy "giọng hát của Swift vẫn giữ được sự trẻ trung" nhưng anh vẫn đặt câu hỏi về giá trị của việc nữ ca sĩ tái thu âm. Christgau cho rằng anh "thậm chí không thể tưởng tượng được rằng tôi sẽ bỏ tiền ra để thu âm lại trừ khi Rob Sheffield thuyết phục tôi".
Tại Hoa Kỳ, "Love Story (Taylor's Version)" ra mắt ở vị trí quán quân trên bảng xếp hạng Hot Country Songs của Billboard, trở thành đĩa đơn quán quân thứ tám của Swift và là đĩa đơn ra mắt hạng 1 đầu tiên của cô. Với thành tích này, Swift trở thành nghệ sĩ đầu tiên dẫn đầu bảng xếp hạng Hot Country Songs ở ba thập niên 2000, 2010, 2020, và là nghệ sĩ thứ hai có cả bản gốc và bản tái thu âm của một bài hát đều đạt hạng nhất, sau Dolly Parton với "I Will Always Love You". Ở các bảng xếp hạng khác của Billboard, "Love Story (Taylor's Version)" dẫn đầu Digital Song Sales (kéo dài kỷ lục 22 bài hát quán quân của Swift), Country Digital Song Sales (kéo dài kỷ lục 15 bài hát quán quân) và Country Streaming Songs. Đĩa đơn ra mắt ở hạng 11 trên bảng xếp hạng Billboard Hot 100, và là bài hát thứ 129 kỷ lục của Swift trên bảng xếp hạng này. Các biên tập viên từ Billboard nhận xét rằng những thành tích này đạt được nhờ vào bộ phận người hâm mộ trung thành của Swift. "Love Story (Taylor's Version)" đạt hạng 7 trên Billboard Global 200. Ca khúc dẫn đầu tại bảng xếp hạng Malaysia và đạt top 10 tại Canada, Ireland và Singapore. "Love Story (Taylor's Version)" còn đạt hạng 12 cùng chứng nhận Vàng ở Anh Quốc, và hạng 18 ở New Zealand.
Tháng 10 năm 2021, Billboard đưa tin rằng các đài phát thanh tại Hoa Kỳ thực chất phát "Love Story (Taylor's Version)" và các bản tái thu âm khác ít hơn so với bản gốc. Lý do được đưa ra là các bản tái thu âm đều không đủ đặc sắc, trong khi nhu cầu thưởng thức bài hát cũ của khán giả lại thấp hơn so với các bài hát mới của Swift. Ngoài ra, những phiên bản tái thu âm lại khó phân loại theo định dạng phát thanh, cũng như Swift không sẵn sàng chi tiền quảng bá các bản tái thu âm trên đài phát thanh. Bản chất là các đài phát thanh không phải trả tiền cho chủ sở hữu bản thu âm gốc mỗi khi họ phát một bài hát, và Swift vẫn sẽ nhận được tiền bản quyền sáng tác bất kể phiên bản nào được phát. Tại giải thưởng Âm nhạc CMT năm 2022, "Love Story (Taylor's Version)" thắng giải Bài hát trở lại thịnh hành của năm. CMT tạo ra hạng mục này nhằm vinh danh "những ngôi sao biểu tượng và những bản hit của họ không chỉ vượt qua thử thách của thời gian mà còn trở nên nổi tiếng gần đây".

### Đội ngũ sản xuất
Thông tin phần ghi công được lấy từ nguồn Chris Willman của Variety.
- Taylor Swift – giọng hát chính, sáng tác, sản xuất
- Christopher Rowe – sản xuất, kỹ thuật thu âm
- David Payne – kỹ thuật thu âm
- John Hanes – kỹ thuật
- Randy Merrill – kỹ thuật master
- Serban Ghenea – trộn nhạc
- Sam Holland – kỹ thuật giọng hát
- Sean Badum – hỗ trợ kỹ thuật thu âm
- Mike Meadows – giọng hát bè, guitar acoustic, băng cầm, mandolin
- Paul Sidoti – giọng hát bè, guitar điện
- Caitlin Evanson – giọng hát bè
- Amos Heller – bass
- Matt Billingslea – trống
- Max Bernstein – guitar điện
- Jonathan Yudkin – vĩ cầm

### Bảng xếp hạng
| Bảng xếp hạng (2021–2022)              | Vị trí cao nhất |
| -------------------------------------- | --------------- |
| Úc (ARIA)                              | 21              |
| Bỉ (Ultratip Flanders)                 | 24              |
| Canada (Canadian Hot 100)              | 7               |
| Canada AC (Billboard)                  | 23              |
| Châu Âu Digital Song Sales (Billboard) | 10              |
| Thế giới Global 200 (Billboard)        | 7               |
| Ireland (IRMA)                         | 7               |
| Latvia (EHR)                           | 2               |
| Malaysia (RIM)                         | 1               |
| Hà Lan (Single Tip)                    | 6               |
| New Zealand (Recorded Music NZ)        | 18              |
| Bồ Đào Nha (AFP)                       | 68              |
| Singapore ( RIAS)                      | 3               |
| Thụy Điển (Sverigetopplistan)          | 62              |
| Anh Quốc (OCC)                         | 12              |
| Hoa Kỳ Billboard Hot 100               | 11              |
| Hoa Kỳ Adult Contemporary (Billboard)  | 25              |
| Hoa Kỳ Adult Top 40 (Billboard)        | 39              |
| Hoa Kỳ Country Airplay (Billboard)     | 57              |
| Hoa Kỳ Hot Country Songs (Billboard)   | 1               |
| Hoa Kỳ Rolling Stone Top 100           | 4               |

| Bảng xếp hạng (2021)                 | Vị trí |
| ------------------------------------ | ------ |
| Hoa Kỳ Hot Country Songs (Billboard) | 80     |

### Chứng nhận
| Quốc gia                                                    | Chứng nhận  | Số đơn vị/doanh số chứng nhận |
| ----------------------------------------------------------- | ----------- | ----------------------------- |
| Úc (ARIA)                                                   | 3× Bạch kim | 210.000‡                      |
| Brasil (Pro-Música Brasil)                                  | 2× Bạch kim | 80.000‡                       |
| Ba Lan (ZPAV)                                               | Vàng        | 25.000‡                       |
| Tây Ban Nha (PROMUSICAE)                                    | Vàng        | 30.000‡                       |
| Anh Quốc (BPI)                                              | Bạch kim    | 600.000‡                      |
| ‡ Chứng nhận dựa theo doanh số tiêu thụ và phát trực tuyến. |             |                               |

### Lịch sử phát hành
| Khu vực | Ngày phát hành      | Định dạng                       | Phiên bản    | Hãng đĩa | Nguồn   |
| ------- | ------------------- | ------------------------------- | ------------ | -------- | ------- |
| Nhiều   | 12 tháng 2 năm 2021 | Tải kỹ thuật số phát trực tuyến | Gốc          | Republic | [ 283 ] |
| Nhiều   | 26 tháng 3 năm 2021 | Tải kỹ thuật số phát trực tuyến | Elvira remix | Republic | [ 284 ] |